# Quintela (Sernancelhe)
Quintela es una freguesia portuguesa del concelho de Sernancelhe, con 12,77 km² de superficie y 332 habitantes (2001). Su densidad de población es de 26,0 hab/km².